# Аносов Павло Петрович
Павло́ Петро́вич Ано́сов (нар. 29 червня 1797, Твер, Російська імперія — пом. 25 травня 1851, Омськ) — російський металург.

## Біографічні відомості
Народився у Твері в сім'ї дрібного чиновника. Після закінчення Гірничого кадетського корпусу (тепер гірничий інститут, Санкт-Петербург) працював на Златоустовських заводах (1817—1847).
Найважливішою заслугою Аносова є розробка нових способів виробництва високоякісної сталі — булату, секрет якого загублено ще за давніх часів. Його досліди, проведені в Златоусті у 1828 р., довели, що властивості булату залежать від кількісного складу та способу введення вуглецю в залізо, а також від режимів охолоджування, гартування та відпуску металу.
Аносов розробив процес газової цементації сталі, вивчив вплив багатьох легуючих елементів на її властивості, відкрив методи макротравлення, вперше у світі застосував мікроскоп для вивчення структури сталі. Запровадивши новий спосіб гартування, Аносов налагодив виробництво з булатної сталі високоякісних кіс.
За праці по удосконаленню гірничозаводської техніки і допомогу Луганському та Керченському металургійним заводам рада Харківського університету обрала Аносова почесним членом (1846). Вчені УРСР, зокрема А. П. Виноградов, зробили цінний вклад у розвиток ідей П. П. Аносова.

## Твори
- Собрание сочинений. М., 1954.